# Aconitum maximum
Aconitum maximum là một loài thực vật có hoa trong họ Mao lương. Loài này được Pall. ex DC. mô tả khoa học đầu tiên năm 1817.